# دييغو فيغيريدو
دييغو فيغيريدو (بالإسبانية: Diego Figueredo)‏ هو لاعب كرة قدم ومدرب كرة قدم باراغواياني في مركز الوسط، ولد في 28 أبريل 1982 في أسونسيون في باراغواي. شارك مع منتخب باراغواي الأولمبي لكرة القدم ومنتخب باراغواي لكرة القدم. أما مع النوادي، فقد لعب مع أوليمبيا أسونسيون وإيفرتون دي فينا ديل مار وريال بلد الوليد ب وريال بلد الوليد وسبورتيفو لوكوينو وسيرو بورتينيو وغودوي كروز ونادي بوافيشتا ونادي غواراني.

## وصلات خارجية
- دييغو فيغيريدو على موقع قاعدة بيانات كرة القدم.إي يو (الإنجليزية)
- دييغو فيغيريدو على موقع ناشيونال فوتبول تيمز (الإنجليزية)
- دييغو فيغيريدو على موقع Soccerway.com (الإنجليزية)
- دييغو فيغيريدو على موقع أوليمبيديا (الإنجليزية)